# La Ville (film)
Pour les articles homonymes, voir Ville (homonymie).
Pour plus de détails, voir Fiche technique et Distribution.
La Ville (المدينة, El medina) est un film franco-égyptien réalisé par Yousry Nasrallah, sorti en 1999.

## Fiche technique
- Titre : La Ville
- Titre original : المدينة (El medina)
- Réalisation : Yousry Nasrallah
- Scénario : Yousry Nasrallah, Nasser Abdel-Rahmane et Claire Denis
- Production : Humbert Balsan, Gabriel Khoury et Marianne Khoury
- Pays d'origine :  Égypte |  France
- Genre : drame
- Dates de sortie : 
  -  Suisse : août 1999 (Festival international du film de Locarno) / 6 avril 2000 (sortie en Suisse alémanique)
  -  États-Unis : octobre 1999 (Festival international du film de Chicago)
  -  France : 5 juillet 2000
  -  Japon : 26 août 2000 (Festival international du film de Hagi)
  -  Canada : 9 septembre 2000 (Festival international du film de Toronto)

## Distribution
- Bassem Samra : Ali
- Ahmed Fouad Selim : Ata Awadain
- Abla Kamel : Bannoura
- Roschdy Zem : Roschdy
- Inês de Medeiros : Agnès
- Mohamed Nagati : Eid
- Messaoud Hattau : Firas
- Youssra : elle-même
- Alice Taurand